# Ếch tía
Ếch tía hay ếch mũi lợn (danh pháp hai phần: Nasikabatrachus sahyadrensis) là một loài ếch thuộc họ Sooglossidae. Nó được tìm thấy ở Ghat Tây, Ấn Độ. Mặc dù ếch trưởng thành được mô tả chính thức tháng 10 năm 2003, nhưng trước đó loài này đã được biết đến từ nòng nọc, được mô tả vào năm 1918. Với các họ hàng gần ở Seychelles, Nasikabatrachus từng được cho là tiến hóa riêng biệt nhiều triệu năm.